# Pterolophia pseudocaudata
Pterolophia pseudocaudata är en skalbaggsart som beskrevs av Stefan von Breuning 1961. Pterolophia pseudocaudata ingår i släktet Pterolophia och familjen långhorningar.
Artens utbredningsområde är:
- Angola.
- Gabon.

Inga underarter finns listade i Catalogue of Life.